# 제리 애들러
제리 애들러(영어: Jerry Adler, 1929년 2월 4일 ~ )은 미국 출생의 미국의 배우이다.

## 출연 작품
- 모스트 바이어런트 (2014)
- 앵그리스트맨 (2014)
- 리멤버 선데이 (2013)
- 굿바이 베이비 (2007)
- 시네도키, 뉴욕 (2007)
- 당신이 그녀라면 (2005)
- 프라임 러브 (2005)
- 뉴욕 대지진 (1999)
- Six Ways to Sunday (1997)
- 기쁠 때나 슬플 때나 (1996)
- 못말리는 서스펙트 (1996)
- 라저 댄 라이프 (1996)
- 별난 커플 (1993)
- 맨하탄 살인사건 (1993)
- 익스크루시브 (1992)
- 결혼 이야기 (1992)
- 알래스카의 빛 (1990)

### 텔레비전
- 광속인간 샘 (1992)
- 매드 어바웃 유 (1993-99, 2019)
- 원 라이프 투 리브 (1995)
- 로앤오더 (1996)
- 이야기 도시 (1996)
- 소프라노스 (1999-2007)
- 웨스트 윙 (2002)
- CSI: 마이애미 (2005)
- 레스큐 미 (2007-11)
- 커브 유어 엔수지애즘 (2011)
- 굿 와이프 (2011-16)
- 모차르트 인 더 정글 (2014)
- 굿 파이트 (2017-18)